# Nyereg (hangszerrész)

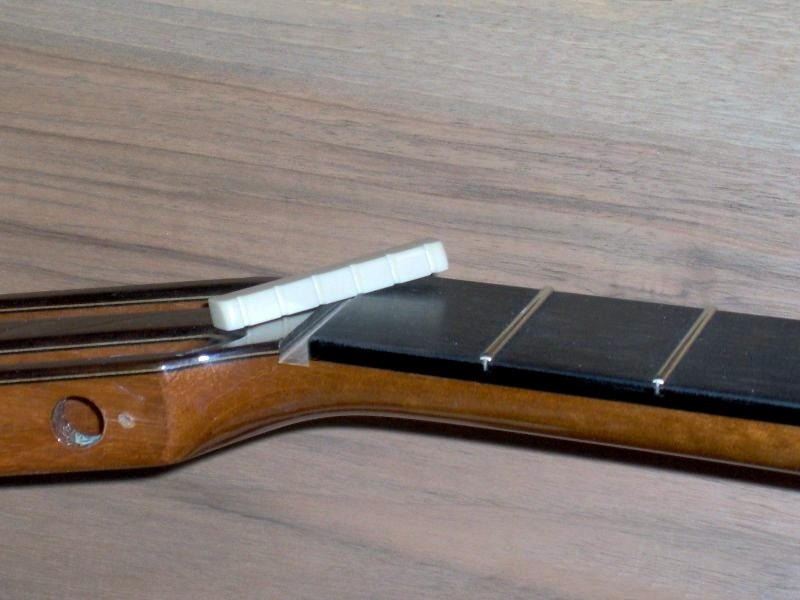
Klasszikus gitár nyergének elhelyezése

A nyereg a fogólapos húros hangszerek egyik alkatrésze. A hangszer hangolófejének és nyakának találkozási pontjában a húrok alatt, azokra  merőlegesen elhelyezkedő léc, amely rögzíti azok helyzetét, megadja rezgési végpontjukat a húrlábbal átellenes végükön. Anyaga a vonós hangszerek esetében legtöbbször ében- vagy más keményfa, pengetős hangszereken csont, elefántcsont, fém, újabban gyakran műanyag. A húrok a nyeregbe mélyített apró vájatokban ülnek, amelyek elhelyezkedése, mélysége meghatározza a húroknak egymástól, illetve a fogólap szélétől való távolságát, fogólap fölötti magasságát. A húrok a nyergen áthaladva bizonyos szögben megtörnek, hogy a húron haladó hullámok visszaverődjenek, így a létrejövő állóhullám egyik végpontja – „üres”, tehát lefogás nélküli húr esetén – itt jön létre, miközben másik végpont a húrlábnál keletkezik.